# Hamilcoa zenkeri
Espèce
Synonymes
- Hamilcoa zenkeri (Pax) Prain (Pax) Prain (préféré par UICN)[2]
- Plukenetia zenkeri Pax[2] [1]

Statut de conservation UICN

 VU B2ab(iii) : Vulnérable
Hamilcoa zenkeri (Pax) Prain est une espèce de plantes à fleurs du genre Hamilcoa et de la famille des Euphorbiaceae. C'est un arbuste présent au Cameroun.

## Étymologie
Son épithète spécifique zenkeri rend hommage au botaniste allemand Georg August Zenker, actif au Cameroun.

## Description
C'est un arbuste d'une hauteur comprise entre 6 et 14 m. La plante présente en outre une certaine ressemblance écologique avec Plagiostyles africana et avec le genre Cola.

## Répartition et habitat
Plante native du Cameroun, on la retrouve dans les forêts à feuilles persistantes et semi-décidues, à environ 400 m d’altitude.

## Statut de protection
Suivant les critères de l’UICN, elle est évaluée comme une espèce vulnérable.